# Манастир Вишина
Манастир Вишина (рум. Mănăstirea Vișina) је манастир Румунске православне цркве који се налази у близини Бумбешти-Жија у Олтенији у Румунији.
После манастира Тисмана, најстарији је манастир у округу Горж и један од најстаријих у Румунији.

## Положај
Манастир Вишина се налази у  румунском округу Горж, на северу Олтеније. Смештен је на изласку из кањона реке Жију, на његовој деној обали, у близини вароши Бумбешти-Жију. Туда пролази пут који повезује град Таргу Жију са Петрошанијем. Од Таргу Жија је удаљен 14 километара.

## Историја
Не постоје много података везаних за оснивање манастира. Њагое Басараб у документу из 14. децембра 1514. године помиње првог познатог игумана манастира, игумана Григорија. У акту из 1514. године, помиње се да је Вишина манастир од давнина, из времена Мирче Старијег. Тако се може претпоставити да је манастир основан крајем 14. или почетком 15. века, а да је ктитор кнез Мирча Старији. Постоји и хипотеза да је манастир основао Никодим Тисмански заједно са Мирчом Старијим. Манастир је мушки, а посвећен је Светој Тројици. Од некадашњег манастира нису сачуване келије и зидови и једино се могу видети рушевине главне цркве. Манастир је поново успостављен 1994. године. Нова манастирска црква подигнута у близини рушевина старе цркве 1995., а освештана је 4. октобра 2014. године. Од тада је манастир поред посвећен, осим Светој Тројици, и Светом Никодиму Тисманском.